# ۱۴۰۲ (میلادی)
۱۴۰۲ (میلادی) هزار و چهارصد  و دومین سال تقویم میلادی است.

## درگذشتگان
‎